# イタリア統合諸州

イタリア統合諸州
Province Unite Italiane

イタリア統合諸州（イタリア語: Province Unite Italiane）は、かつて中部イタリアに短期間存在した連合国家・革命政府で、中部イタリア革命によって最初に蜂起が成功したボローニャを中心にフォルリ、フェラーラ、ラヴェンナ、イーモラ、ペザーロ、ウルビーノ、ペルージャ、アンコーナなどの諸都市が連合して1831年2月5日に形成された。1831年3月26日のイタリア統合諸州崩壊によって、中部イタリア革命は終焉を迎えた。

## 歴史

### 建国前夜

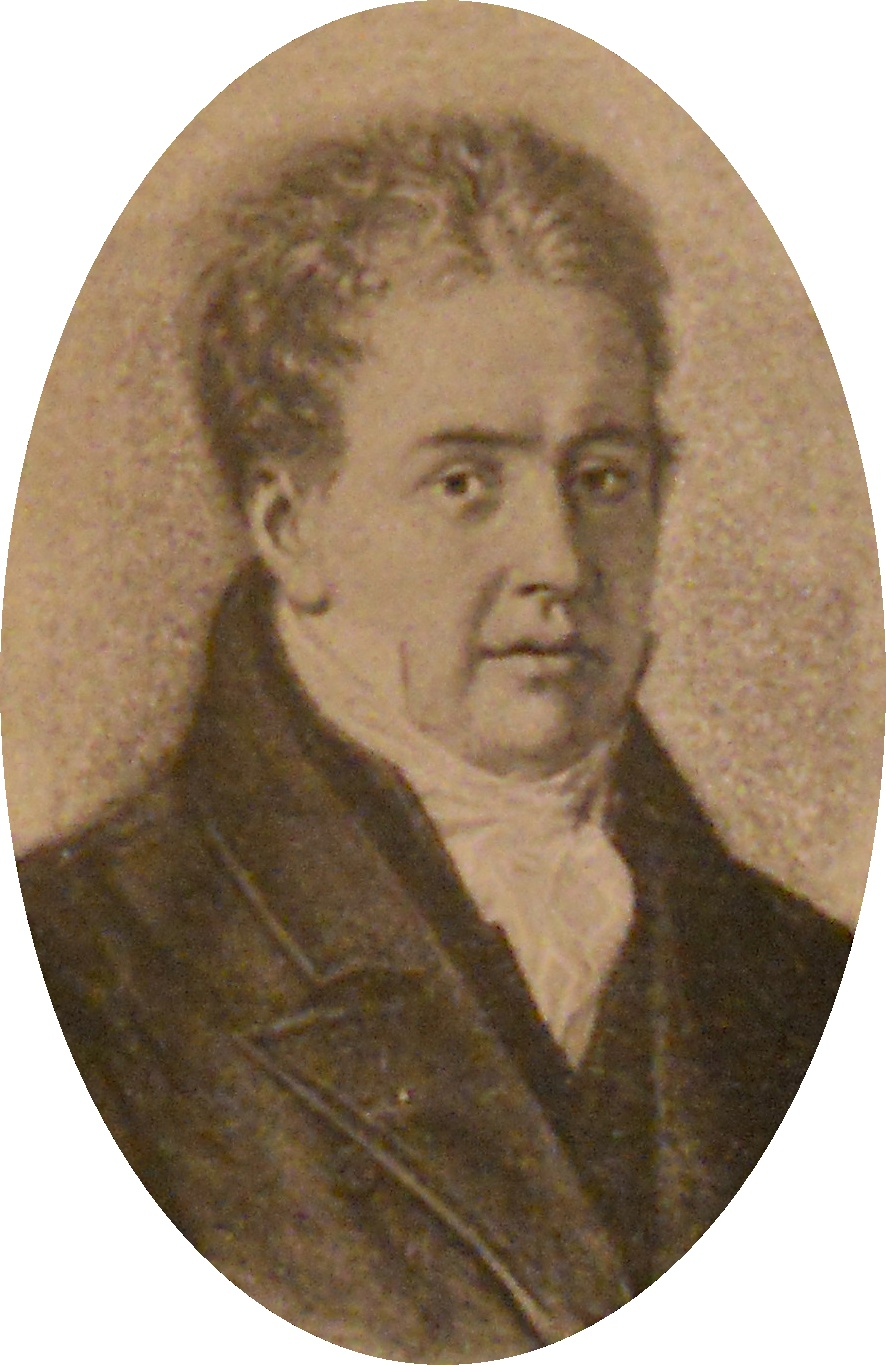
イタリア統合諸州の総裁ジョバンニ・ヴィチーニ

モデナ＝レッジョ公国を支配するモデナ公フランチェスコ4世は北イタリアの王となる思惑から、エンリコ・ミズレイやチーロ・メノッティなどに代表される革命派やカルボナリを支援し、中部イタリアでの立憲を求めた蜂起を画策した。しかしオーストリア帝国からの警告を受けたモデナ公フランチェスコ4世は直前でそれを取りやめ、革命派を裏切ってチーロ・メノッティを1831年2月3日に逮捕した。
しかしそれでも革命は止まらず、2月4日には教皇領が支配する大都市ボローニャの民衆蜂起が成功、翌日の2月5日にはジョバンニ・ヴィチーニを首相とするボローニャ臨時政府が樹立してしまう。また、その蜂起はフォルリ、フェラーラ、ラヴェンナ、イーモラ、ペザーロ、ウルビーノなどの都市へと次々に波及し、それぞれの都市で地方臨時政府が樹立された。
モデナ公が治めるモデナ公国の首都モデナも、ボローニャ市民がモデナに向かっているとの情報を信じてモデナ公フランチェスコ4世がモデナを脱出したが為に防備が手薄になり、市民によって臨時政府が樹立されていた。2月10日にはパルマ公国でも反乱が発生してパルマ女公マリア・ルイーザはピアチェンツァに逃亡した。

### 建国と瓦解

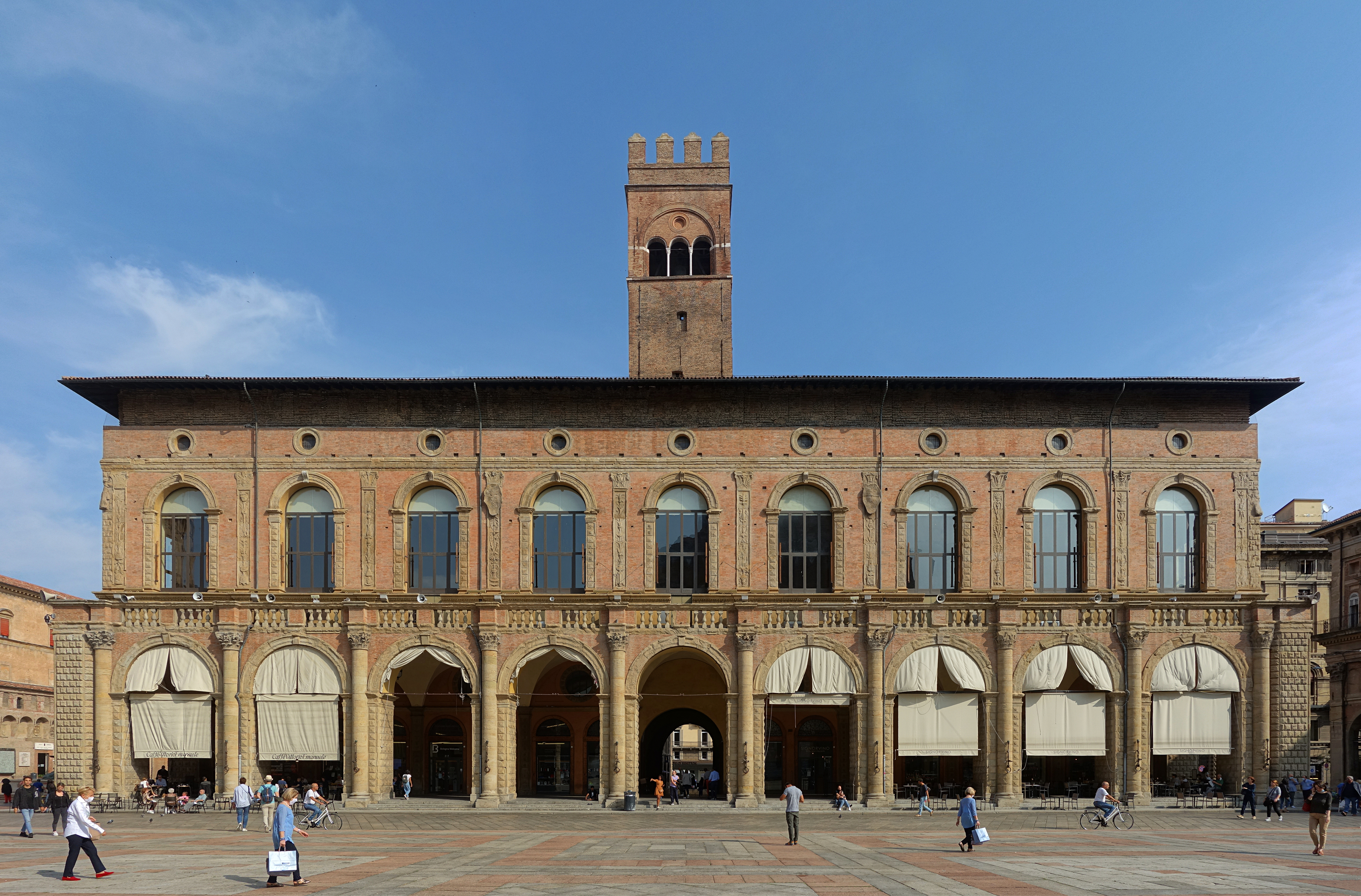
革命政府本部が置かれたポデスタ宮殿

ボローニャの蜂起成功から二日後の2月6日、各都市の代表が始まりの街ボローニャに集まって会合を行い、独立都市群の連合体「イタリア統合諸州」を形成し、その名のもとにオーストリア帝国の支配から脱する旨の宣言がなされた。2月26日にはボローニャ臨時政府首相のジョバンニ・ヴィチーニがイタリア統合諸州の総裁に選出され、それまでにはアンコーナやペルージャ、そして政治的には別個の革命政府であったが名目上はパルマやモデナの革命政府もこれに加わっていた。革命政府本部はボローニャのポデスタ宮殿に置かれた。
3月4日にはボローニャがイタリア統合諸州の首都に定められ、臨時憲法が制定、さらには主要閣僚が選出された。しかしイタリア統合諸州は同じく革命政府を樹立したパルマやモデナとの連携が不完全であり、またカルボナリに協力していたルイ＝フィリップ率いるフランスの後ろ盾を盲信してオーストリア帝国からの防備を怠っていた。

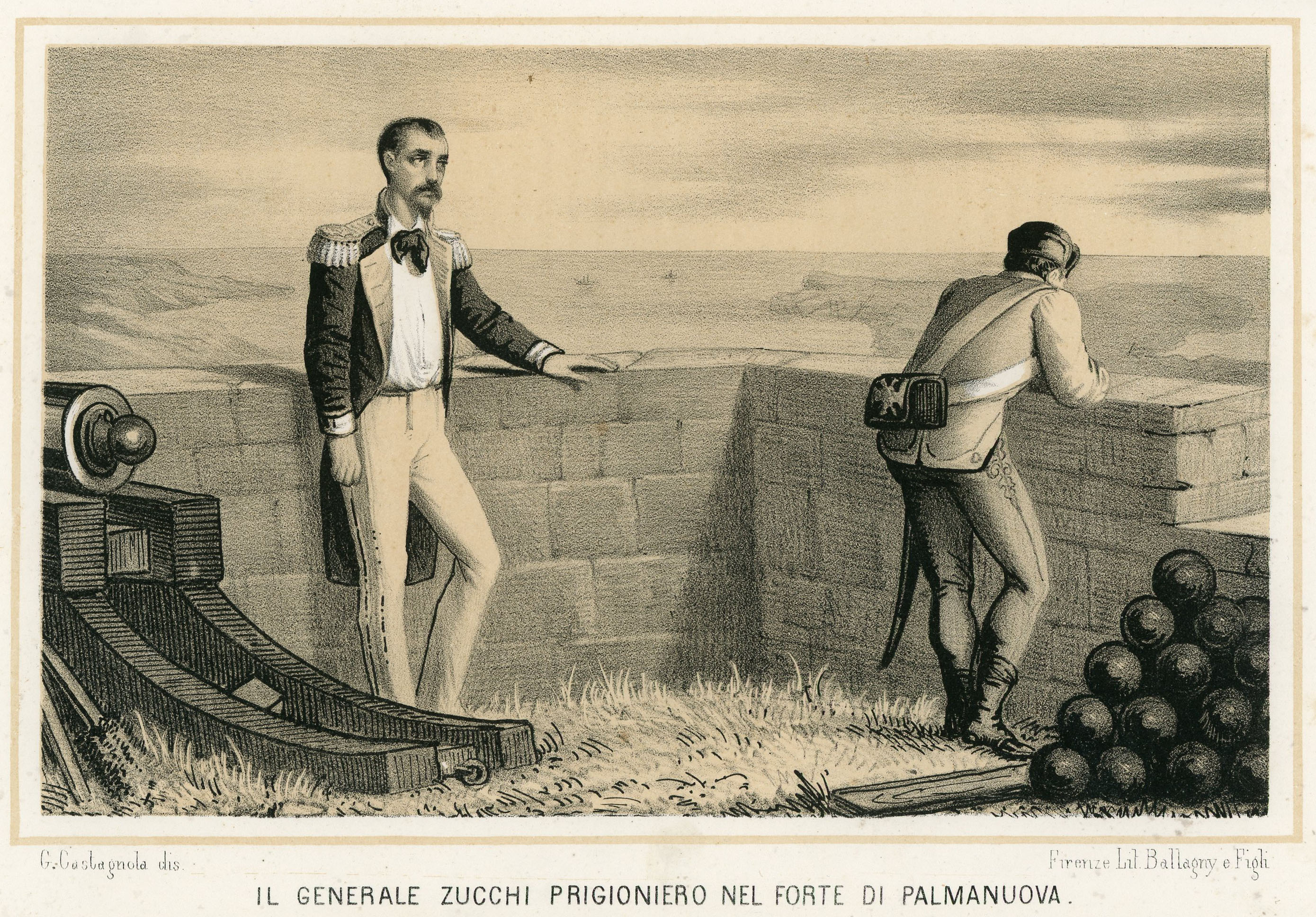
軍事的な指導力を発揮したカルロ・ズッキ

その結果、オーストリア帝国は中部イタリアに帝国軍を進撃させ、3月9日にはモデナを陥落させる。続く3月13日にはパルマも占領し、レッジョでの蜂起を指導したことでイタリア統合諸州の軍事を任されていたカルロ・ズッキ将軍率いる軍隊は首都ボローニャまでの後退を余儀なくされた。しかしその首都ボローニャも3月21日には陥落して、革命政府はアンコーナへと移された。ここでようやく政府はフランスの支援が望めないこととパルマ・モデナ両革命政府との実体ある協力が必要不可欠だと再認識し、カルロ・ズッキは軍隊を再編成して3月25日にはリミニでセッレの戦いに挑んだ。
この戦いに敗北したイタリア統合諸州は、アンコーナにて枢機卿の一人を人質にとって3月26日オーストリア帝国に休戦協定を持ち掛け、オーストリア帝国はそれを受け入れた。しかしすぐさま休戦協定は破棄されるとイタリア統合諸州は解体され、主要人物は国外へ逃亡するか処刑された。ここにイタリア統合諸州は幕を下ろし、中部イタリア革命は頓挫した。

## 閣僚
総裁：ジョバンニ・ヴィチーニ
法務大臣：レオポルド・アルマロリ
内務大臣：テレンツィオ・マミアーニ
財務大臣：ロドヴィーコ・ストラーニ
外務大臣：チェザーレ・ビアンケッティ
戦争大臣：ピア・ダミアーノ・アルマンディ
警察大臣：ピオ・サルティ
公教育大臣：フランチェスコ・オリオリ